# Novum Testamentum Graece
Il Novum Testamentum Graece (dal latino, "Nuovo Testamento in greco") è il titolo del testo greco del Nuovo Testamento, solitamente corredato di apparato critico.
La prima edizione stampata del Nuovo Testamento Greco fu prodotta da Erasmo da Rotterdam. Oggi il nome Novum Testamentum Graece fa comunemente riferimento all'edizione del Nestle-Aland (dal nome degli studiosi che la diressero), curata dall'Institut für neutestamentliche Textforschung ("Istituto per la ricerca testuale del Nuovo Testamento") di Münster, oggi giunta alla ventottesima edizione (NA28). NA28 è normalmente usata come base per le più recenti traduzioni del Nuovo Testamento e si è imposta come standard per la ricerca accademica sul Nuovo Testamento.

## Compilazione
Il testo greco presentato è basato su quello che i critici testuali biblici chiamano "testo critico", un testo eclettico compilato da un comitato che esamina ("collazione") un gran numero di manoscritti per decidere quale "lezione" (versione) è più vicina all'originale perduto. Gli studiosi utilizzano diversi metodi per decidere la ricostruzione più probabile, come la data di composizione (le edizioni più antiche sono normalmente preferite), la distribuzione geografica di una particolare lezione e corruzioni accidentali o intenzionali. Nel Novum Testamentum Graece un elevato numero di varianti testuali sono presentate nell'apparato critico (le numerose note a piè pagina che contraddistinguono il Novum Testamentum Graece dalle altre edizioni del Nuovo Testamento in greco).
Alcuni studiosi, come il biblista Maurice Robinson e il linguista Wilbur Pickering, sostengono che i testi minuscoli (tipo testuale bizantino) riflettono più accuratamente gli "autografi" (gli originali) di un testo eclettico come NA28, che si basa sul manoscritti del tipo testuale alessandrino; questo punto di vista è stato criticato da Gordon Fee e Bruce Metzger tra gli altri. Poiché la maggior parte dei più antichi manoscritti esistenti sono minuscoli, sono spesso chiamati "testo di maggioranza". Va comunque notato che il testo di maggioranza nel suo complesso è classificato dagli editori del NA28 (tra cui Metzeger) come un «testimone costantemente citato del primo ordine».
L'apparato del Novum Testamentum Graece riassume le prove, provenienti da manoscritti e versioni differenti, sia a favore che (talvolta) contro una selezione delle più importanti varianti per lo studio del testo del Nuovo Testamento. Pur non perseguendo la completezza nella selezione delle varianti e nella citazione delle testimonianze, questa edizione fornisce a lettori esperti una base con la quale giudicare da soli quali lezioni riflettano meglio gli originali.
Il testo greco della 28ª edizione coincide con quello della quarta edizione del Nuovo Testamento greco della United Bible Societies (UBS4), sebbene vi siano alcune differenze nella suddivisione in paragrafi, nell'uso delle maiuscole, della punteggiatura e nell'ortografia. L'apparato critico è invece differente per le due opere, in quanto l'UBS4 è preparata per l'uso come base di traduzione, includendo meno varianti testuali ma aggiungendo materiale ulteriore utile ai traduttori.

## Storia
La prima edizione, pubblicata da Eberhard Nestle nel 1898, combinava le lezioni delle edizioni di Tischendorf, di Westcott e Hort, e di Weymouth, inserendo la lezione maggioritaria nel testo e quella minoritaria nell'apparato critico; nel 1901 Nestle sostituì Weymouth con il testo di Bernhard Weiss e, nelle edizioni successive, iniziò ad annotare le lezioni di alcuni importanti manoscritti nell'apparato.
Erwin Nestle, figlio di Eberhard, succedette al padre alla sua morte e pubblicò la tredicesima edizione nel 1927: questa edizione introdusse un apparato critico separato e iniziò ad abbandonare il principio della lezione maggioritaria.
Kurt Aland divenne curatore associato della ventunesima edizione nel 1952; a richiesta di Erwin Nestle, revisionò ed espanse l'apparato critico, aggiungendo molti altri manoscritti, un lavoro che portò alla venticinquesima edizione del 1963. Anche le grandi scoperte di manoscritti del XX secolo resero necessaria una revisione del testo e, col permesso di Nestle, Aland iniziò a revisionare il testo del Novum Testamentum Graece. Aland sottomise il suo lavoro al comitato editoriale (di cui faceva parte) del Greek New Testament della Società Bibliche Unite, e questo divenne il testo di base della loro terza edizione (UBS3) nel 1975, quattro anni prima che fosse pubblicato nella ventiseiesima edizione del Nestle-Aland.
L'attuale edizione di Nestle-Aland (NA28) riproduce il testo di NA26 (lo stesso usato in UBS3 e UBS4) con un apparato critico interamente rivisto e introduzione e appendici riscritte.
Un insieme di varianti maggiormente completo è inserito nel Novum Testamentum Graecum - Editio Critica Maior. Un numero ristretto di cambiamenti all'attuale edizione è stato incorporato nella ventottesima edizione della Nestle-Aland. pubblicata nel settembre 2012 dopo circa due decenni dal NA27. I cambiamenti rispetto alla precedente edizione riguardano l'apparato critico, semplificato, la considerazione dei papiri 117-127 (interessanti soprattutto per gli Atti degli Apostoli), una trentina di variazioni al testo delle Lettere Cattoliche e le maggiori referenze marginali alla letteratura giudaica. L'edizione è sempre a cura della Deutsche Bibelgesellschaft e dell'Istituto per la ricerca testuale del Nuovo Testamento.